# Jagdschloss radar
Jagdschloss (FuMG404) var en tysk radar, der blev anvendt under 2. Verdenskrig af Luftwaffe, også i Danmark. Som en nyskabelse i forhold til de fleste andre radartyper i brug på dette tidspunkt, benyttede Jagdschloss en kontinuert roterende antenne, og de modtagne signaler blev vist på en polarplan-indikator eller som et ”panorama”. Dvs. den nu ”klassiske” funktion for en radar, hvor man ser en afbildning af den roterende stråle på et katodestrålerør kaldet Sternschreiber, hvor målene (ekkoerne) lyser op som prikker, så man let kan se både retning og afstand. Derimod manglede angivelse af målenes højde. Denne oplysning skulle skaffes af en anden type radar. 
Modsætningen er en radar, hvor antennen følger målet (andre objekter er ikke synlige) eller en radar med en bred stråle, hvor retningsangivelsen er meget unøjagtig (anvendes til ”early warning”).

## Udvikling
Radarapparatet blev oprindeligt udviklet af GEMA, men Siemens overtog projektet i 1943. Der blev i alt produceret 62 eksemplarer.
Den drejelig antenne bestod af en 24 meter bred samling på 16 dipol-felter, i alt 128 elementer. Oven over dette var monteret en modtagerantenne for IFF-signaler. Denne antenne blev kaldt ”Gemse”. 

## Jagerledelse
Apparatet fandtes i en særlig version, FuMG 405 ”Jagdhütte”, der kun bestod af en sender og af en modtager for egne IFF-signaler (kaldet ”Erstling”). Denne type blev brugt til at lede egne jagerfly mod målet. 

## Tekniske data
- Rækkevidde 80–200 km, afhængigt af målets flyvehøjde
- Antenneomdrejningstal: 10 omdrejninger i minuttet
- Horisontal strålebredde: 7°
- Vertikal strålebredde: 60°
- Frekvensområde: 158−240 MHz
- Sendeeffekt: 150 kW
- Pulslængde: 2 μs
- PRF: 494, 497, 500, 503, 506 Hz (valgbar via omskifter)
- Afstandsdiskrimination: 300 m
- Antennerotor: 75 kW
- Vægt: 25–30 t
- Dimensioner:

Antennebredde: 24 m
Antennehøjde: 5 m
Samlet højde inkl. bygning: 12 m